# Génome Québec

Logo

Génome Québec est un organisme à but non lucratif fondé en 2000, qui joue un rôle clé dans le développement et la promotion de la génomique au Québec. Il agit comme catalyseur de l’innovation en soutenant la recherche, les infrastructures technologiques et la mobilisation des connaissances dans le domaine de la génomique et de ses applications dans les secteurs de la santé, de l’environnement, de l’agroalimentaire, de l’énergie et des ressources naturelles.

## Mission
La mission de Génome Québec est de promouvoir, financer et coordonner des initiatives de recherche en génomique dans le but de générer des retombées scientifiques, économiques, sociales et environnementales pour le Québec et le Canada.

## Activités principales
- Financement de la recherche : Génome Québec participe activement à la mise en œuvre de projets de recherche en génomique en collaboration avec Génome Canada, les institutions universitaires et les partenaires privés. L’organisme contribue à l’élaboration d’appels à projets, à l’accompagnement des chercheurs et à la gestion des subventions.
- Plateformes technologiques : L’organisation administre le Centre d’expertise et de services (CES), situé au CHU Sainte-Justine à Montréal. Ce centre offre des services de pointe en séquençage de nouvelle génération (NGS), génotypage, méthylation, cytogénétique, expression génique, épigénétique et bio-informatique, à la communauté scientifique locale, nationale et internationale.
- Développement stratégique : Génome Québec s’engage à positionner la génomique comme levier de développement durable, de performance économique et de bien-être social. Il collabore avec les gouvernements, les entreprises, les centres de recherche et les citoyens pour favoriser l’intégration des innovations issues de la génomique.
- Sensibilisation et transfert des connaissances : L’organisme œuvre également à démocratiser la science génomique par des initiatives de communication scientifique, de participation citoyenne et de dialogue science-société.

## Gouvernance
Génome Québec est dirigé par un conseil d’administration composé de représentants du milieu académique, de l’industrie, des affaires publiques et de la société civile. Sa direction générale assure la mise en œuvre des orientations stratégiques et la gestion des opérations quotidiennes.

## Partenariats
L’organisation travaille en étroite collaboration avec Génome Canada, les ministères provinciaux et fédéraux, les établissements universitaires, les hôpitaux de recherche et les entreprises biotechnologiques. Elle participe également à des initiatives internationales liées à la génomique.

## Historique
- 2000 : fondation de Génome Québec.
- 2001 : le plan d'affaires de l'organisme est approuvé par le ministre de l'Enseignement supérieur, de la Recherche, de la Science et de la Technologie, Jean Rochon. Création du Centre d'innovation Génome Québec et Université McGill.
- 2002 : naissance du projet Arborea, un projet qui concerne le développement de la génomique des arbres. Naissance du consortium international HapMap.
- 2003 : naissance du consortium international P3G. Inauguration du Centre d’innovation Génome Québec et Université McGill.
- 2005 : le consortium international HapMap publie le premier catalogue complet des variations génétiques humaines. L'identification du génome d’une souche virulente de la bactérie C difficile est réalisée par des chercheurs québécois. Le Gén!e du génome, une exposition interactive, est présentée au Centre des sciences de Montréal.
- 2006 : un projet dont le but est d'identifier les facteurs qui déterminent la virulence de la bactérie C difficile est mis sur pied. Une nouvelle approche thérapeutique pour le traitement du VIH est identifiée.
- 2007 : Génome Québec et Héma-Québec annoncent la création d’un registre comprenant 22 000 donneurs dans le but de faciliter le dépistage de donneurs compatibles. Une carte d’haplotypes du génome humain qui comprend 3 fois plus de marqueurs génétiques que la version précédente, mise à jour en 2005, est publiée par le consortium HapMap.
- 2007 : début de l'élaboration de la banque de données CARTaGENE de même que la création d’une biobanque dans la région du Saguenay, au Québec. Le Centre d’innovation Génome Québec et l'Université McGill offre du séquençage à ultra haut débit.
- 2007 : concours PRIVAC de Génome Québec.
- 2008 : à la suite d'une collaboration entre Génome Québec et l’Institut de cardiologie de Montréal, le Centre d’excellence en médecine personnalisée voit le jour.
- 2008 : le Centre d’innovation Génome Québec et Université McGill devient le premier centre d’excellence en génotypage dans le monde dont la certification a été accordée par Sequenom, organisme œuvrant dans le domaine des analyses génétiques[2].
- 2009 : les premiers participants pour le projet CARTaGENE sont recrutés.
- 2010 : le Centre d’innovation Génome Québec et Université McGill reçoit la certification Illumina CSProTM pour 4 applications. Par le biais de concours, Génome Québec procède au lancement de 19 projets de recherche en génomique.
- 2010 : le recrutement des participants pour le projet CARTaGENE est complété. 20 000 personnes ont répondu à l'appel.
- 2011 : Mark Lathrop est nommé directeur scientifique du Centre d’innovation Génome Québec et Université McGill.
- 2012 : le nouveau site Internet de Génome Québec voit le jour. Génome Québec procède à la phase 2 pour le recrutement de volontaires pour le projet CARTaGENE.
- 2013 : Génome Québec annonce une association avec les organisateurs de l'évènement annuel, le Grand défi Pierre Lavoie[3].
- 2013 : Génome Québec et le Centre hospitalier universitaire Sainte-Justine rendent publique la création du premier centre de génomique clinique pédiatrique intégré au Canada[4].

## Sources de financement
Les fonds accordés à Génome Québec proviennent essentiellement de trois sources :
- Génome Canada ;
- le gouvernement du Québec, par le biais du ministère de l’Économie, de l’Innovation et de l'Énergie;
- le secteur privé[5]

## Projets et centres de recherche issus de Génome Québec

### Centres
- Centre d'expertise et de services Génome Québec (situé au Centre hospitalier universitaire Sainte-Justine)[6]
- Biobanque Génome Québec et CIUSSS du Saguenay-Lac-Saint-Jean[7]

### Projets
- Le projet CARTaGENE, qui a permis de réunir des données provenant de 40 000 Québécois.
- La biobanque C3GQ[5], qui regroupe des échantillons provenant de 45 000 participants.

## Résultats de recherche auxquels a contribué l'organisme
Des tests de dépistage à faible coût (20 $) ont été développés pour les cinq maladies suivantes :
- acidose lactique ;
- ataxie de Charlevoix-Saguenay ;
- fibrose kystique ;
- neuropathie périphérique ;
- tyrosinémie.

Le Groupe de recherche Leucégène codirigé par Guy Sauvageau, Josée Hébert et Sébastien Lemieux a découvert une nouvelle molécule dont l'une des propriétés est de favoriser la multiplication des cellules souches leucémiques permettant leur culture à l'extérieur de l'organisme.
Le développement d’un test de dépistage prénatal de maladies chromosomiques telles la trisomie 21.
Le développement par l’entreprise GenePOC d'un procédé permettant d’effectuer des analyses microbiennes en moins de 3 minutes.
Les travaux sur le cancer du sein de Jacques Simard, professeur à la Faculté de médecine de l'Université Laval de Québec et chercheur au Centre hospitalier universitaire de Québec,.